# Yamaguchi-gumi
Yamaguchi-gumi (六代目山口組 Rokudaime Yamaguchi-gumi,  tiếng Nhật: [ɾokɯdaime jamagɯt͡ɕi gɯmi]) là tổ chức yakuza lớn nhất Nhật Bản. Tổ chức thành lập năm 1915, được đặt theo tên của người sáng lập Harukichi Yamaguchi.
Đây là một trong những tổ chức tội phạm lớn nhất thế giới. Theo Cơ quan cảnh sát quốc gia Nhật Bản, Tổ chức này có khoảng 8.900 thành viên hoạt động vào năm 2019.